# テルゲステ (小惑星)
テルゲステ (478 Tergeste) は、小惑星帯に位置する小惑星の一つ。ルイージ・カルネラによって発見された。名前はイタリア北部の都市トリエステのラテン語名に由来する。